# سكاكا
سكاكا   مدينة سعودية تقع في منطقة الجوف في الجهة الشمالية الغربية من المملكة العربية السعودية، ويوجد بها مركز للإمارة. تطلّ على مدينة حائل وتبوك غربًا، وعلى المملكة الأردنية الهاشمية شمالًا. تأتي في الترتيب الأخير لعدد سكان المحافظات في المملكة.

## السُكان
وفقًا لإحصائية سنة 2010 الموافق لسنة 1431 هـ بلغ عدد السكان  242,813 ألف نسمة.

## معرض صور

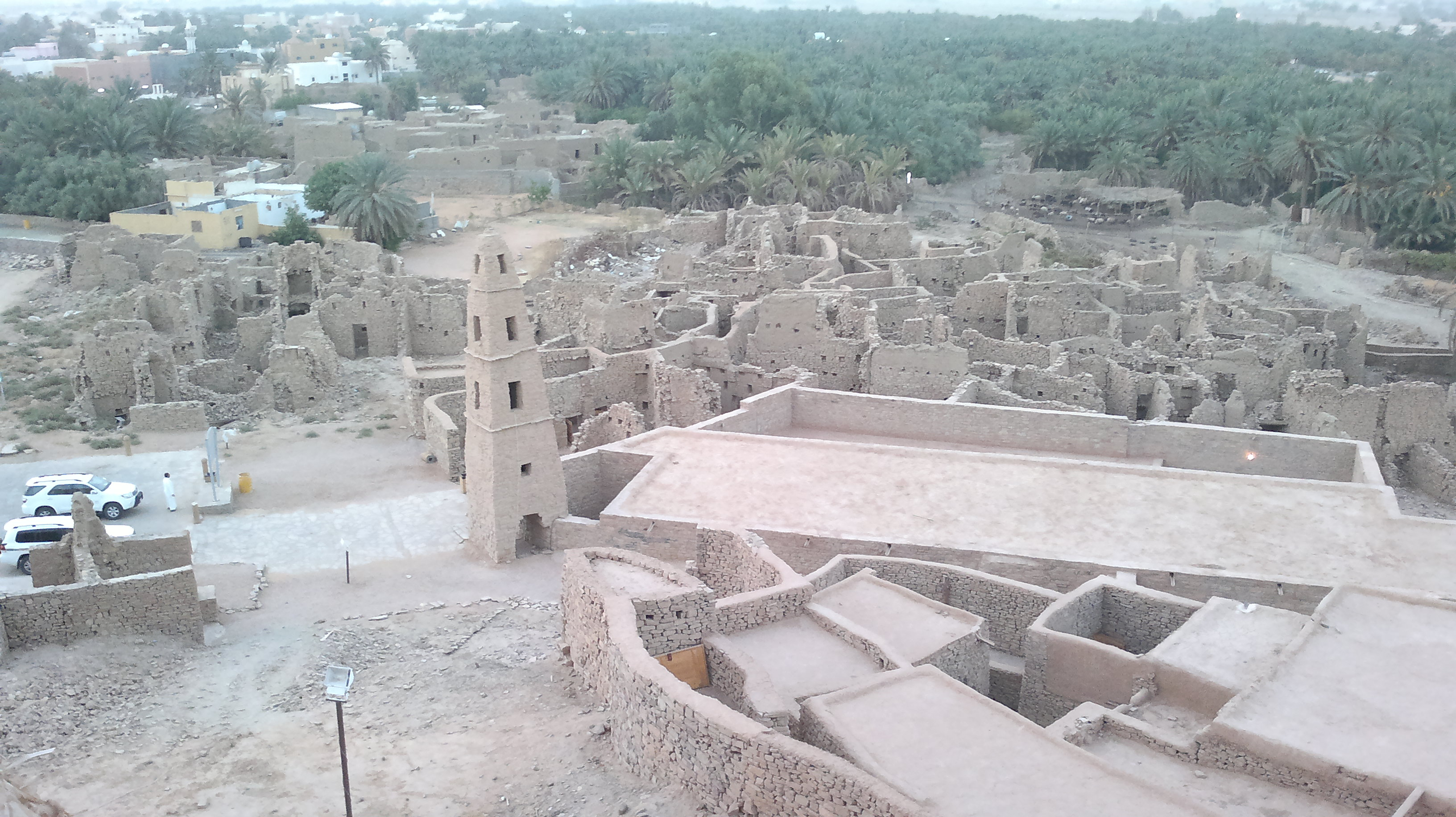
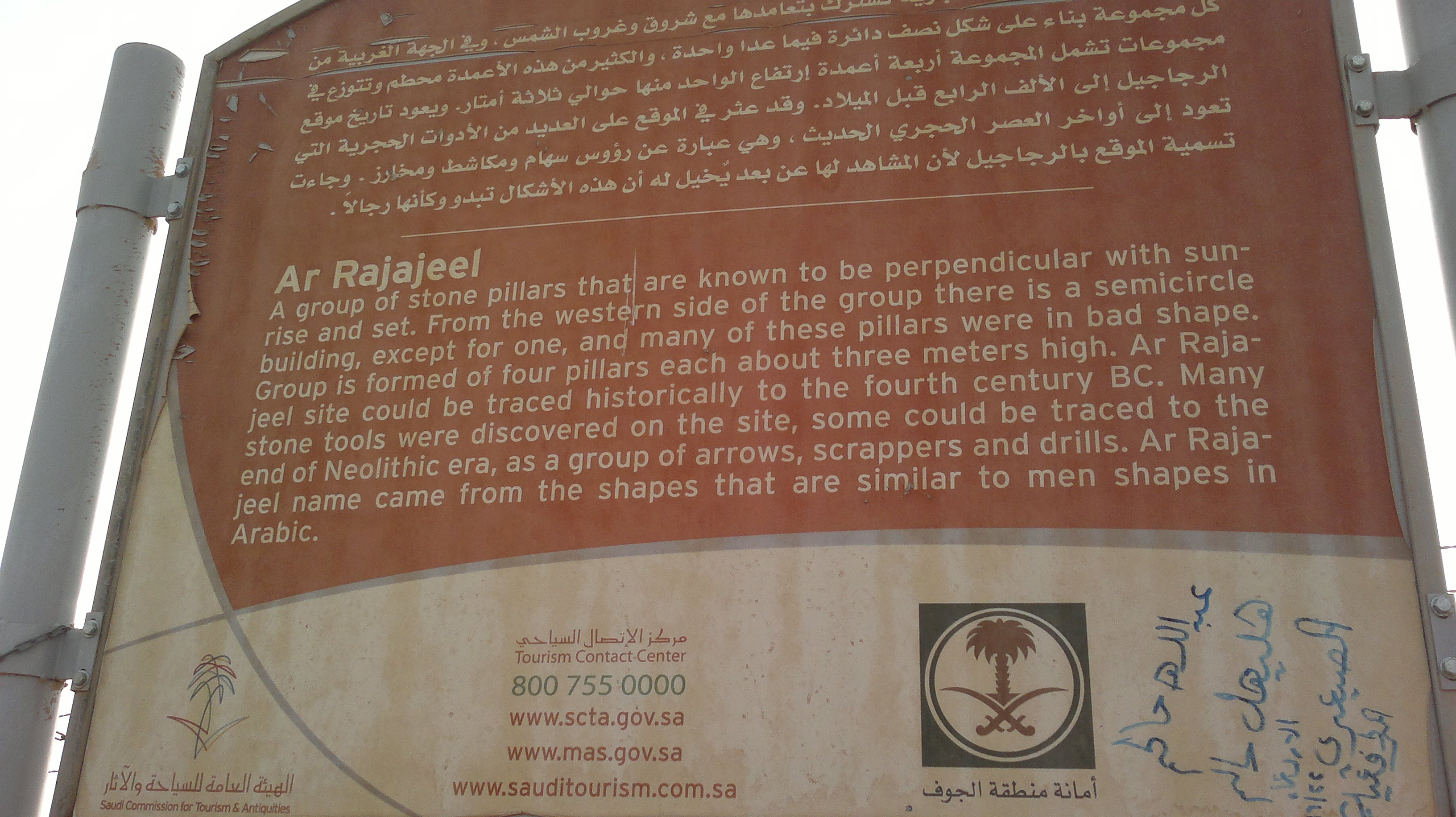
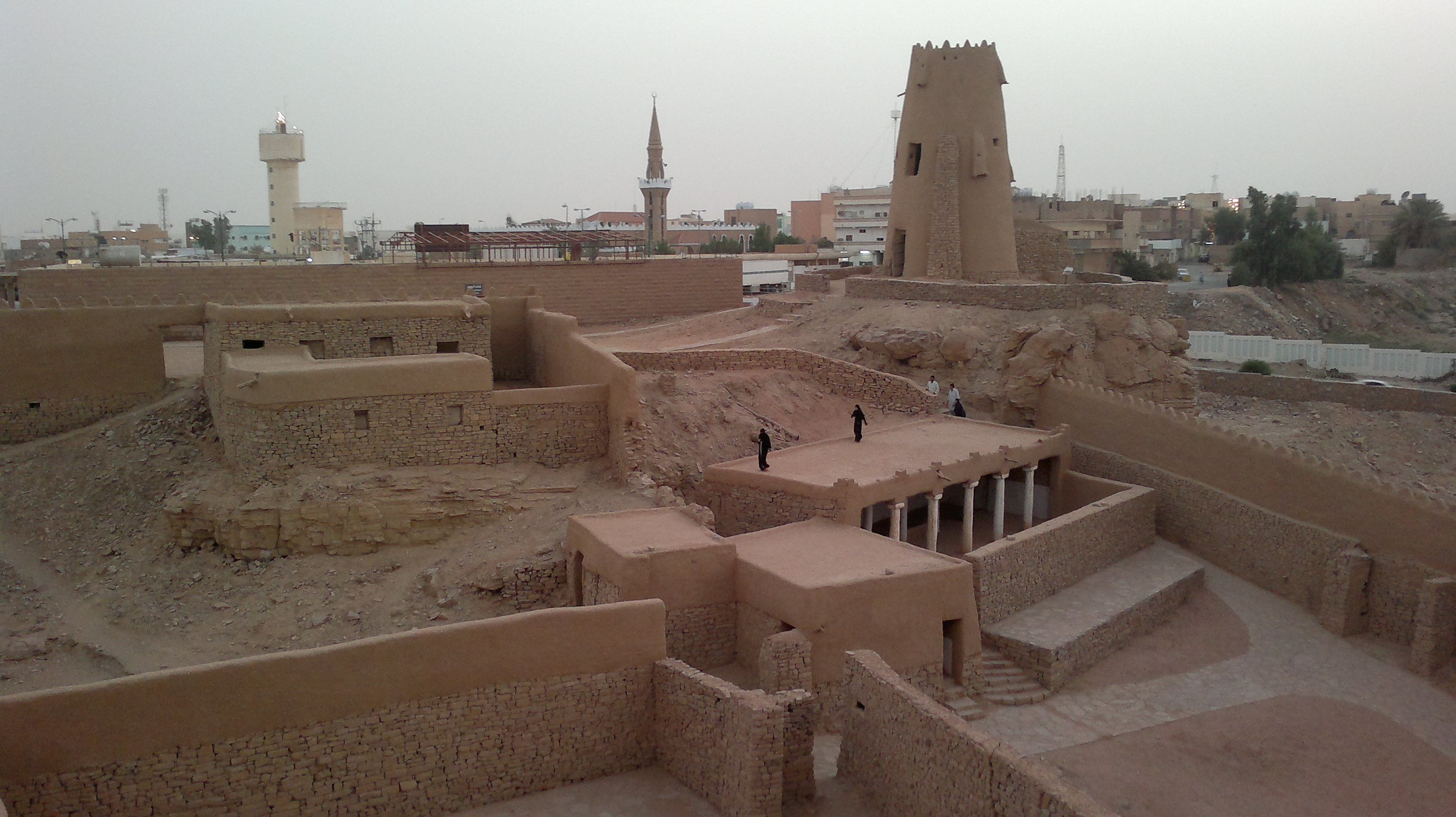

## الآثار والمواقع التاريخية
- قارة المزاد.
- أعمدة الرجاجيل.
- قلعة زعبل.
- بئر سيسرا.
- غار حضرة.
- الطوير.
- قلعة مويسن.
- قصر العيشان.
- الشويحطية.
- قيال.

## المناخ
| البيانات المناخية لـسكاكا (1985–2010)  | البيانات المناخية لـسكاكا (1985–2010) | البيانات المناخية لـسكاكا (1985–2010) | البيانات المناخية لـسكاكا (1985–2010) | البيانات المناخية لـسكاكا (1985–2010) | البيانات المناخية لـسكاكا (1985–2010) | البيانات المناخية لـسكاكا (1985–2010) | البيانات المناخية لـسكاكا (1985–2010) | البيانات المناخية لـسكاكا (1985–2010) | البيانات المناخية لـسكاكا (1985–2010) | البيانات المناخية لـسكاكا (1985–2010) | البيانات المناخية لـسكاكا (1985–2010) | البيانات المناخية لـسكاكا (1985–2010) | البيانات المناخية لـسكاكا (1985–2010) |
| الشهر                                  | يناير                                 | فبراير                                | مارس                                  | أبريل                                 | مايو                                  | يونيو                                 | يوليو                                 | أغسطس                                 | سبتمبر                                | أكتوبر                                | نوفمبر                                | ديسمبر                                | المعدل السنوي                         |
| -------------------------------------- | ------------------------------------- | ------------------------------------- | ------------------------------------- | ------------------------------------- | ------------------------------------- | ------------------------------------- | ------------------------------------- | ------------------------------------- | ------------------------------------- | ------------------------------------- | ------------------------------------- | ------------------------------------- | ------------------------------------- |
| الدرجة القصوى °م (°ف)                  | 30.3 (86.5)                           | 32.6 (90.7)                           | 36.3 (97.3)                           | 40.4 (104.7)                          | —                                     | 45.0 (113.0)                          | 47.0 (116.6)                          | 46.7 (116.1)                          | 45.2 (113.4)                          | 40.2 (104.4)                          | 40.4 (104.7)                          | 30.0 (86.0)                           | 47.0 (116.6)                          |
| متوسط درجة الحرارة الكبرى °م (°ف)      | 15.7 (60.3)                           | 18.4 (65.1)                           | 23.0 (73.4)                           | 29.1 (84.4)                           | 34.2 (93.6)                           | 38.3 (100.9)                          | 39.9 (103.8)                          | 40.7 (105.3)                          | 37.7 (99.9)                           | 31.8 (89.2)                           | 23.7 (74.7)                           | 17.6 (63.7)                           | 29.2 (84.6)                           |
| المتوسط اليومي °م (°ف)                 | 9.7 (49.5)                            | 12.1 (53.8)                           | 16.4 (61.5)                           | 22.3 (72.1)                           | 27.4 (81.3)                           | 31.2 (88.2)                           | 32.8 (91.0)                           | 33.4 (92.1)                           | 30.3 (86.5)                           | 24.7 (76.5)                           | 17.2 (63.0)                           | 11.4 (52.5)                           | 22.4 (72.3)                           |
| متوسط درجة الحرارة الصغرى °م (°ف)      | 3.9 (39.0)                            | 5.7 (42.3)                            | 9.3 (48.7)                            | 14.6 (58.3)                           | 19.6 (67.3)                           | 22.7 (72.9)                           | 24.4 (75.9)                           | 24.9 (76.8)                           | 21.9 (71.4)                           | 17.4 (63.3)                           | 10.9 (51.6)                           | 5.6 (42.1)                            | 15.1 (59.2)                           |
| أدنى درجة حرارة °م (°ف)                | −6.0 (21.2)                           | −7.0 (19.4)                           | 0.0 (32.0)                            | 1.0 (33.8)                            | 11.0 (51.8)                           | 15.0 (59.0)                           | 17.0 (62.6)                           | 18.8 (65.8)                           | 12.0 (53.6)                           | 9.0 (48.2)                            | −1.4 (29.5)                           | −4.4 (24.1)                           | −7.0 (19.4)                           |
| الهطول مم (إنش)                        | 13.2 (0.52)                           | 6.4 (0.25)                            | 5.9 (0.23)                            | 5.0 (0.20)                            | 1.8 (0.07)                            | 0.0 (0.0)                             | 0.0 (0.0)                             | 0.1 (0.00)                            | 0.6 (0.02)                            | 6.5 (0.26)                            | 7.2 (0.28)                            | 9.6 (0.38)                            | 56.3 (2.22)                           |
| متوسط أيام هطول الأمطار                | 6.5                                   | 4.9                                   | 4.6                                   | 3.0                                   | 1.7                                   | 0.0                                   | 0.0                                   | 0.2                                   | 0.6                                   | 4.0                                   | 4.2                                   | 3.9                                   | 33.6                                  |
| متوسط الرطوبة النسبية (%)              | 57                                    | 45                                    | 35                                    | 27                                    | 19                                    | 15                                    | 16                                    | 16                                    | 19                                    | 28                                    | 41                                    | 53                                    | 31                                    |
| المصدر: Jeddah Regional Climate Center |                                       |                                       |                                       |                                       |                                       |                                       |                                       |                                       |                                       |                                       |                                       |                                       |                                       |

## أعلام
- موسى الشمري
- علي الخيبري

## وصلات خارجية
- السياحة في سكاكا.